# Nil Keser
Nil Keser (* 27. Juni 1992 in Istanbul) ist eine türkische Schauspielerin.

## Biografie
Nil Keser wurde am 25. März 1995 in Istanbul geboren. Ihr Debüt gab sie 2014 in der Fernsehserie Çilgin Dersane Üniversitede. Anschließend trat sie 2015 in dem Film Bizim Hikaye auf. Von 2015 bis 2018 war sie in Kırgın Çiçekler zu sehen. 2022 wurde Keser für die Serie Duran gecastet. Im selben Jahr spielte sie in dem Film Son Parti die Hauptrolle. Zuddm setzte sie ihre Karriere in Aşk Çagırırsan Gelir fort. Ihre nächste Hauptrolle bekam Keser in Ah Nerede.

## Filmografie
Filme
- 2015: Bizim Hikaye
- 2022: Son Parti
- 2022: Aşk Çagırırsan Gelir

Serien
- 2014: Çilgin Dersane Üniversitede
- 2015–2018: Kırgın Çiçekler
- 2022: Duran
- 2022: Ah Nerede